# Santo Antônio de Lisboa
Pour les articles homonymes, voir Santo Antônio.
Santo Antônio de Lisboa est une ville brésilienne du sud-est de l'État du Piauí.

## Géographie
Santo Antônio de Lisboa se situe par 6° 58′ 53″ de latitude sud et par 41° 14′ 03″ de longitude ouest, à une altitude de 237 m. Sa population était de 5 536 habitants au recensement de 2007. La municipalité s'étend sur 396 km2.